# Medicina Plinii

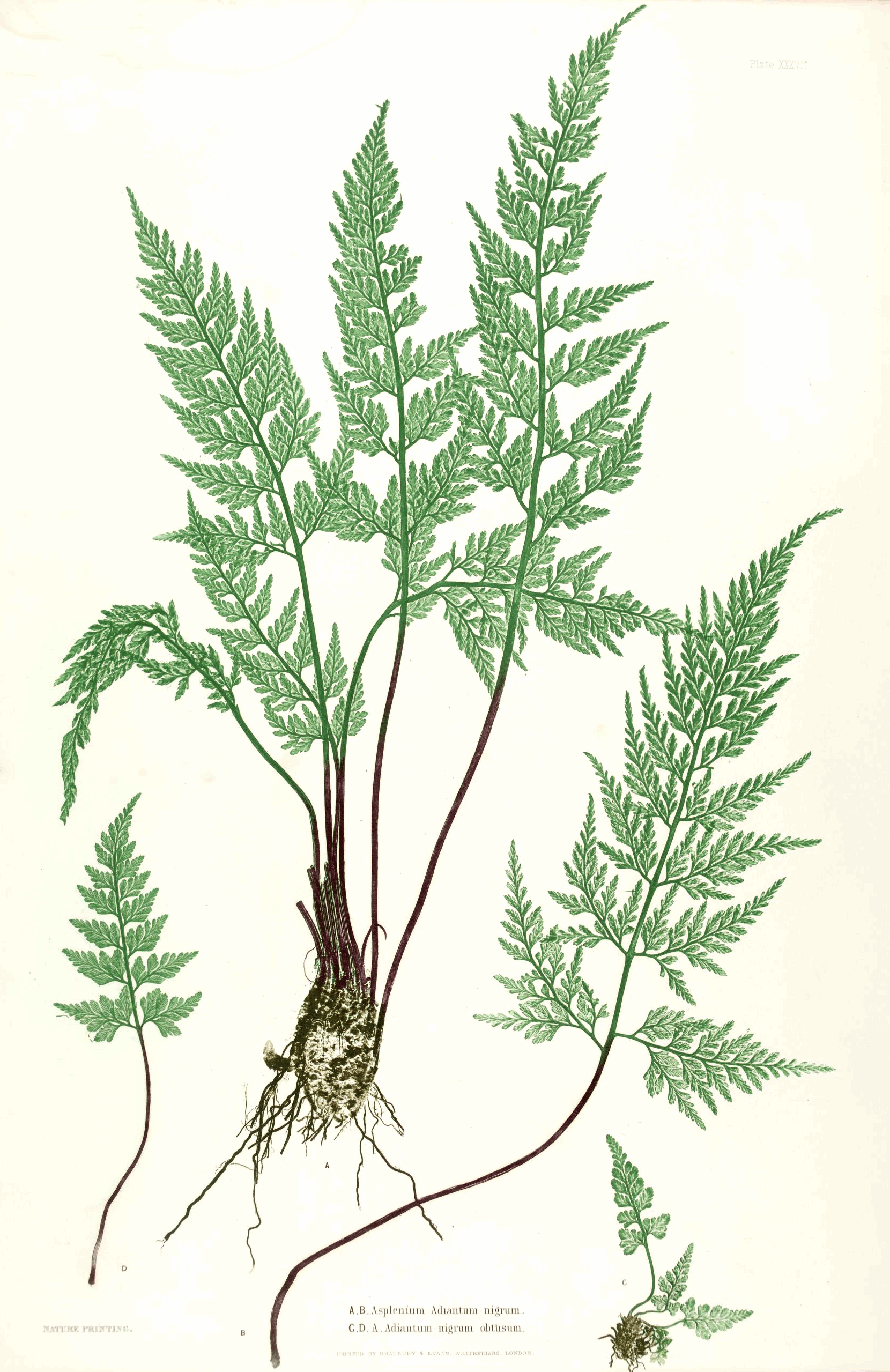
'Falzia negra, posiblemente el asplenium utilizado en un remedio para los ojos inyectados de sangre

Medicina Plinii  es una recopilación anónima latina de farmacología que data del temprano siglo IV D.C. El autor dice que él habla por experiencia y ofrece la obra como un recurso compacto para los viajeros en el trato con vendedores que venden medicinas sin valor a precios exorbitantes sólo interesados en el beneficio. el material se presenta en tres libros con orden convencional  a capite ad calcem ("de la cabeza a los pies,"es la expresión equivalente), la primera trata de tratamientos relacionados con la cabeza y la garganta, la segunda del torso y las extremidades inferiores y la terceros enfermedades sistémicas, de piel y venenos.
El libro contiene más de 1.100 recetas fármacos, la mayoría de ellos de la Naturalis Historia de Plinio el viejo. y otras fuentes que incluyen a Celso, Escribonio Largo y Dioscórides. la mayoría de las recetas contienen un número limitado de ingredientes y en contraste con las colecciones más amplias y exhaustiva como el  De medicamentis liber de Marcellus Empiricus, y están en medidas exactas en  dracmas y  denarios u otras unidades se especifican para las formulaciones.
Los ingredientes y métodos en la  Medicina Plinii son típicos de manuales farmacológicos latinos. Los materiales pueden ser botánicos, derivados de animales o minerales; los procesos incluyen decocción, emulsión, calcinación y fermentación. Las preparaciones pueden ser aplicadas tópicamente, o consumidas y unidos a magia. que era una característica regular de los manuales médicos latinos.

Tal vez porque el nombre de Plinio fue unido a él, el libro disfrutaron de gran popularidad e influencia, con muchas versiones del manuscrito de la Edad Media.